# Marianki (powiat włocławski)
Marianki – wieś w Polsce, położona w województwie kujawsko-pomorskim, w powiecie włocławskim, w gminie Brześć Kujawski.
Dawna nazwa: Maryanki; nazwa odimienna (od Maryi Miączyńskiej). Niegdyś część dóbr Brzezie, należących do Kronenbergów.
W latach 1975–1998 miejscowość administracyjnie należała do województwa włocławskiego.
W sąsiedniej miejscowości znajduje się największe w powiecie włocławskim składowisko odpadów, prowadzone przez Regionalny Zakład Utylizacji Odpadów Komunalnych w Machnaczu.